# Codice Morse

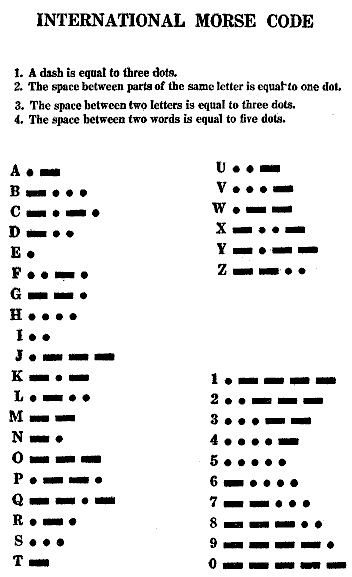
Antica tavola del codice Morse

Il codice Morse, detto anche alfabeto Morse, è un sistema per trasmettere lettere, numeri e segni di punteggiatura per mezzo di un segnale in codice a intermittenza e fu uno dei primi metodi di comunicazione a distanza. Un altro metodo per usare il codice Morse è con le dita seguendo questa legenda: per esprimere il punto si può usare l’indice, per il trattino si può usare l’indice e il medio.
Fu oggetto di studio di Samuel Morse dal 1835, ma venne realizzato dal tecnico Alfred Vail, suo collaboratore dal settembre 1837. Fu da entrambi sperimentato per la prima volta l'8 gennaio 1848 allorché, in presenza di una Commissione del Franklin Institute di Filadelfia, venne impiegato il telegrafo scrivente register.
Il codice Morse è una forma ante litteram di comunicazione digitale. Tuttavia, a differenza dei moderni codici binari che usano solo due simboli (comunemente rappresentati con 0 e 1), il Morse ne usa quattro: punto seguito da un intervallo intersimbolo (•), linea seguita da un intervallo intersimbolo (—), intervallo corto (tra lettere) e intervallo lungo (tra parole).

-....----.-..--..

## Storia
Samuel Morse iniziò a interessarsi di telegrafia nel 1832 e nel 1835 aveva già progettato un primitivo sistema di relè. Il sistema fu presentato pubblicamente nel 1837 e migliorato nel 1838 (anno in cui depositò il brevetto del telegrafo), infine brevettato nel 1840. Fu presto costruita la prima linea telegrafica tra Baltimora e Washington in cui il 24 maggio 1844 fu inviato il primo messaggio: "What hath God wrought?" (dall'inglese: Cosa ha fatto Dio?, espressione tratta dal Libro dei Numeri).

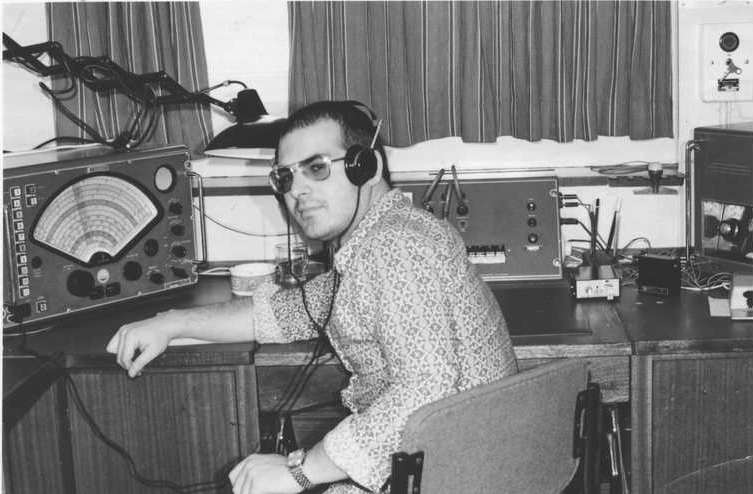
Ufficiale radiotelegrafista a bordo di una nave mercantile italiana

Il codice Morse originale consisteva in combinazioni di punti e linee ognuna corrispondente a un numero. A sua volta ogni numero corrispondeva a una parola ricavabile attraverso la ricerca del numero in un apposito libretto. I numeri venivano trasmessi mediante l'uso del tasto telegrafico.

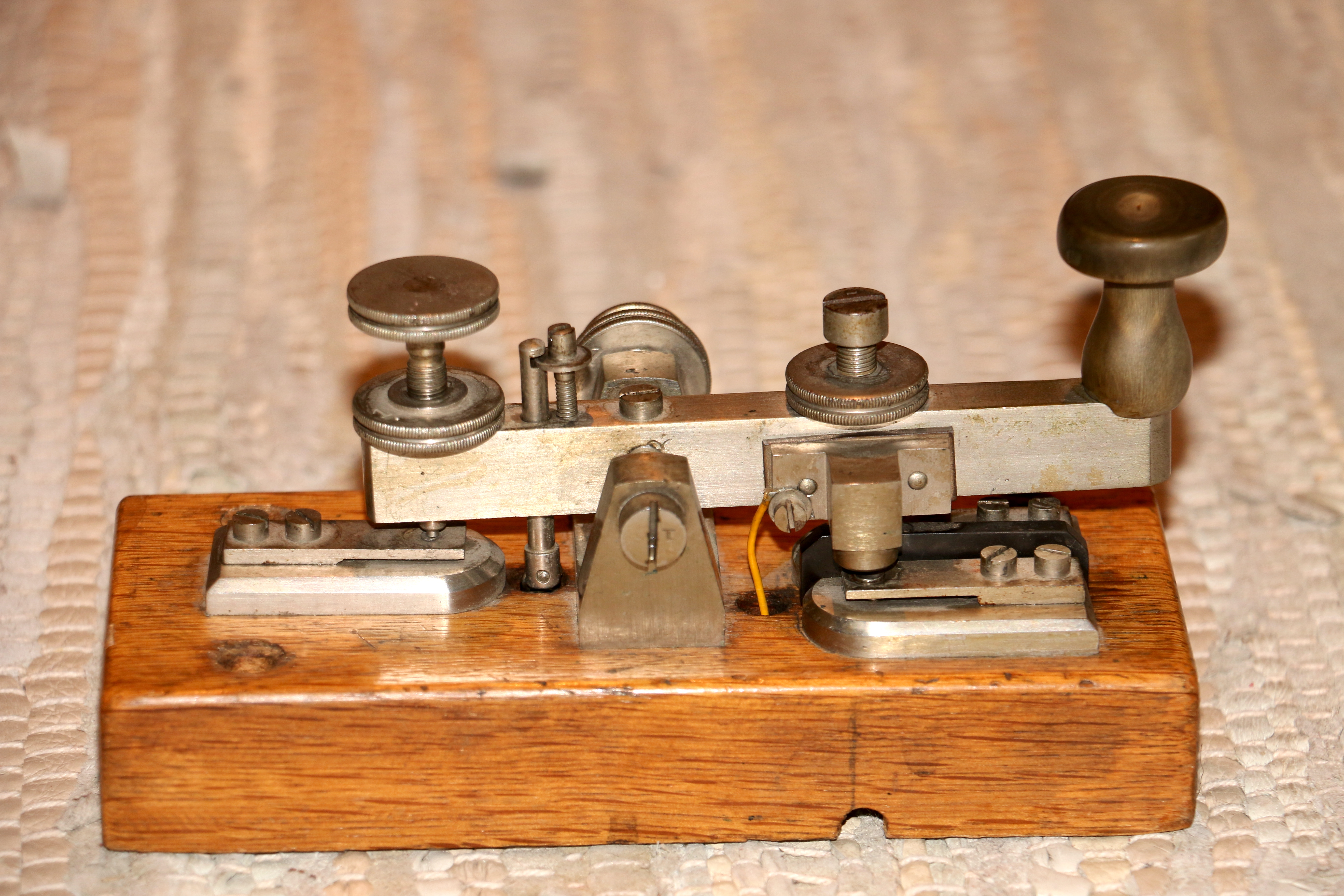
Tasto di Morse (circa 1900) utilizzato con il telegrafo della Ferrovia del Gottardo

Sebbene Morse fosse l'inventore del telegrafo, non eccellendo in perizia tecnica chiese la collaborazione di Alfred Vail. Vail sviluppò un sistema nel quale ogni lettera o simbolo veniva inviata singolarmente usando una combinazione di punti, linee e pause. I due convennero che fosse proprio il metodo di Vail il più adatto a essere inserito nel brevetto che Morse si accingeva a richiedere. Fu proprio questo sistema, conosciuto come American Morse code (detto anche Railroad Morse), che fu usato per trasmettere il primo messaggio telegrafico.
Il codice Morse fu subito considerato lo standard per la codifica delle informazioni ed ebbe un così ampio e incontrastato successo che nessun altro sistema alternativo riuscì a soppiantarlo, rimanendo lo standard internazionale per le comunicazioni marittime fino al 1999.
Il costo di un messaggio telegrafato dipendeva dalla sua lunghezza, per questo vennero escogitati alcuni codici commerciali in modo da codificare intere frasi in gruppi di poche lettere (normalmente cinque) che venivano poi inviati come singole parole. Per esempio: LIOUY ("Perché non rispondi alla mia domanda?") o AYYLU ("Non codificato chiaramente, ripeti più chiaramente"). Tra questi, il codice Q e il codice Z hanno ancora una discreta fortuna tanto che attualmente sono usati sia dai radioamatori sia dagli operatori di telegrafia per informazioni di servizio come la qualità del collegamento, il cambio di frequenza o la numerazione dei telegrammi.

## Descrizione

### Codice Morse internazionale moderno
Il codice Morse americano era usato nei primi sistemi di telegrafia su filo, il primo vero e proprio sistema elettronico di telecomunicazione a distanza. Il suo successore, il codice Morse internazionale, non si serve delle pause, e quindi è formato solo da punti e linee.
Il codice Morse internazionale è usato quasi esclusivamente dai radioamatori, tant'è che per ottenere la licenza di radioamatore di classe A era necessario sostenere una prova di ricezione e trasmissione in codice Morse; il superamento della prova permetteva di operare con potenze di trasmissione fino a 300 W e di comunicare sulle lunghezze d'onda decametriche (sotto i 30 MHz), la classe B era limitata a 50 W e su frequenze superiori. Le potenze sono da intendersi come in input allo stadio finale.

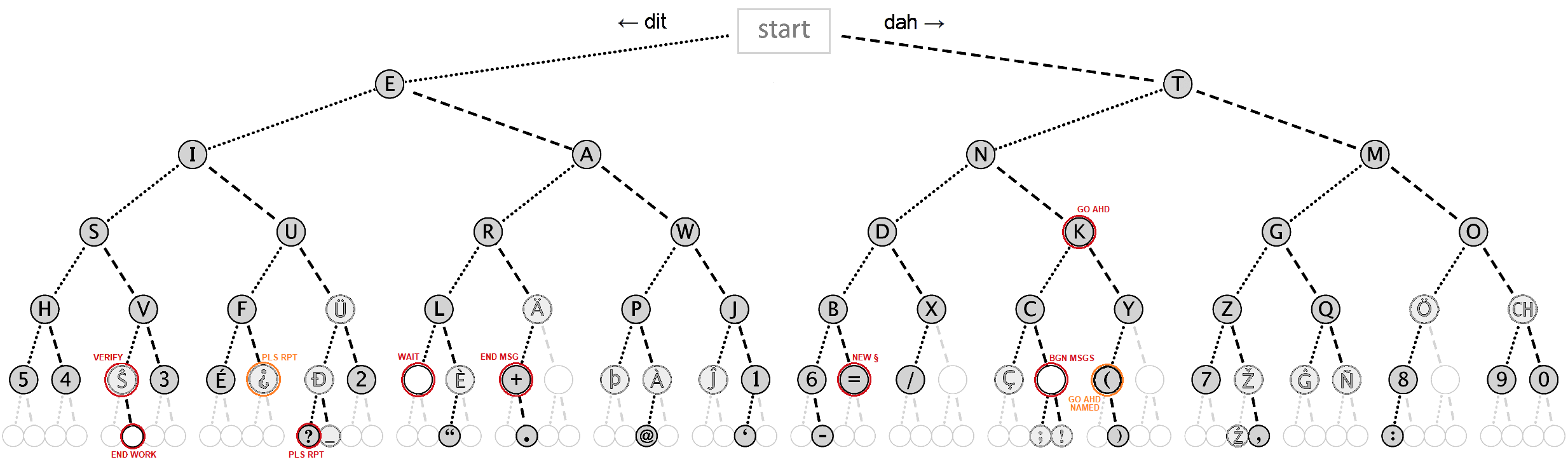
Albero binario del codice Morse internazionale: il grafico si dirama a sinistra per ogni dit e a destra per ogni dah fino a raggiungere la rappresentazione del carattere

Dal 2005, l'Unione internazionale delle telecomunicazioni (ITU) ha stabilito che il codice Morse sia dismesso dalle prove di esame per ottenere la patente di radioamatore eliminando la distinzione tra classe A e B. La maggior parte dei paesi si è quindi adeguata alla normativa ITU e la prova pratica di ricezione e trasmissione del codice Morse è stata stralciata dai test di esame. Ancor oggi le bande radioamatoriali hanno porzioni di frequenza dedicate ai soli segnali Morse.
La Nokia, azienda produttrice di telefoni cellulari e smartphone, utilizza in numerosi modelli una suoneria predefinita per avvisare dell'arrivo di messaggi di testo: si tratta delle sequenze in tre bip, seguita da due più lunghi e terminata da tre brevi (• • • — — • • •) il cui significato è la parola SMS. Esistono varianti di tale suoneria, anche più complesse e sempre in codice Morse; ad esempio, quella che veniva denominata "speciale", in cui veniva proposto in CW (Continuous Wave) lo slogan della compagnia, ossia: "Connecting People".

### Metodi di trasmissione
Il codice può essere trasmesso come tono audio, come segnale radio (CW o telegrafia on/off senza modulazione), come impulso elettrico attraverso un cavo telegrafico, o come segnale meccanico o visivo (per esempio una luce lampeggiante).
La trasmissione in codice Morse può appoggiarsi a un segnale radio fisso senza modulazione, quindi necessita di un equipaggiamento molto meno complesso rispetto alle altre forme di radiocomunicazione e soprattutto dà buoni risultati anche in ambienti con segnale molto basso o disturbato. Richiede poca ampiezza di banda e agevola alquanto la comunicazione tra radioamatori che non usano la stessa lingua o che hanno grande difficoltà nella comunicazione a voce.

### Cadenza temporale e rappresentazione
Per rappresentare le lettere e gli altri segni vengono usati i punti e le linee. La lunghezza di un punto determina la velocità con cui viene inviato il messaggio ed è usato come unità di tempo di riferimento. Qui sotto un esempio di rappresentazione di un messaggio in Morse:
```
-- | •- | •-• | •           -••• | •-•• | ••-         
 M   A     R    E  (spazio)   B     L      U    

```

dove - corrisponde a "linea" e • corrisponde a "punto".
Esiste comunque un modo convenzionale e più corretto di rappresentare la cadenza temporale dei segnali da trasmettere. L'esatta rappresentazione del messaggio precedente è come segue ("=" corrisponde al segnale on, "•" corrisponde al segnale off, ognuno della lunghezza di un punto):
```
 ===•===•••=•===•••=•===•=•••=•••••••===•=•=•=•••=•===•=•=•••=•=•===
    ^         ^          ^       ^             ^
    |         linea      punto   |             spazio tra lettere
    spazio tra simboli           spazio tra parole      

```

Una linea è convenzionalmente tre volte un punto. Gli spazi tra i punti e le linee di un carattere sono della lunghezza di un punto, quelli tra le lettere sono ampi come una linea (tre punti), quelli tra parole sono lunghi sette punti.
Per familiarizzare con il codice Morse, si usa scriverlo e leggerlo usando i fonemi "ti" per il punto e "ta" per la linea, ovvero nel caso precedente:
```
 --    •-    •-•     •   /  -•••      •-••      ••-
 TaTa  TiTa  TiTaTi  Ti  /  TaTiTiTi  TiTaTiTi  TiTiTa
```

Il codice Morse viene infatti memorizzato ascoltando il suono caratteristico di ogni carattere, come se ogni insieme di suoni fosse una lettera, e non associando i punti o le linee al suono.

## Rappresentazione del codice

### Lettere, numeri e punteggiatura
| Lettere | Codice  | Lettere | Codice  | Numeri       | Codice      | Punteg. | Codice      |
| ------- | ------- | ------- | ------- | ------------ | ----------- | ------- | ----------- |
| A       | • —     | N       | — •     | 0            | —           | •       | • — • — • — |
| B       | — • • • | O       | — — —   | 1            | • — — — —   | ,       | — — • • — — |
| C       | — • — • | P       | • — — • | 2            | • • — — —   | :       | — — — • • • |
| D       | — • •   | Q       | — — • — | 3            | • • • — —   | ?       | • • — — • • |
| E       | •       | R       | • — •   | 4            | • • • • —   | =       | — • • • —   |
| F       | • • — • | S       | • • •   | 5            | • • • • •   | -       | — • • • • — |
| G       | — — •   | T       | —       | 6            | — • • • •   | (       | — • — — •   |
| H       | • • • • | U       | • • —   | 7            | — — • • •   | )       | — • — — • — |
| I       | • •     | V       | • • • — | 8            | — — — • •   | "       | • — • • — • |
| J       | • — — — | W       | • — —   | 9            | — — — — •   | '       | • — — — — • |
| K       | — • —   | X       | — • • — |              |             | /       | — • • — •   |
| L       | • — • • | Y       | — • — — | Sottolineato | • • — — • — |         |             |
| M       | — —     | Z       | — — • • | @            | • — — • — • |         |             |
|         |         |         |         | !            | — • — • — — |         |             |

Quando non esiste possibilità di confusione, le cifre 0, 1 e 9 possono essere trasmesse in forma abbreviata e divengono:
| Numeri | Codice |
| ------ | ------ |
| 0      | —      |
| 1      | • —    |
| 9      | — •    |

### Codici speciali
| Sigla | Codice      | Significato |
| ----- | ----------- | --- |
| AR    | • — • — •   | Stop (fine del messaggio), spesso scritto + |
| AS    | • — • • •   | Aspetta (per 10 secondi), replica con C (sì) AS2 = aspetta 2 min, AS5 aspetta 5 min, ecc. Per pause di 10 minuti o maggiori, si deve usare QRX (codice Q) |
| K     | — • —       | Invito a trasmettere (o passo) |
| KA    | — • — • —   | Attenzione, inizio trasmissione |
| KN    | — • — — •   | Invito a trasmettere esclusivo alla stazione collegata. Le altre stazioni attendano.                                                                      |
| VA    | • • • — • — | Fine (fine lavoro), talvolta scritto SK in comunicazioni rtty o digitali                                                                                  |
| BT    | — • • • —   | Separatore, talvolta scritto = |
| SN    | • • • — •   | Capito, inteso |

### Segnalazione errori
| Codice   | Significato                                                                    |
| -------- | ------------------------------------------------------------------------------ |
| •••••••• | Errore, segue la parola corretta (codice da sei a otto punti significa errore) |
| •        | Errore (non ufficiale)                                                         |
| ••       | Ripeto (non ufficiale, RPT forma corretta)                                     |

### Abbreviazioni comunemente usate
Le abbreviazioni differiscono dai caratteri speciali perché vengono trasmesse con degli spazi tra lettera e lettera, non come fossero un unico carattere.
| AA    | All after                                              | Tutto ciò che segue                         |
| AB    | All before                                             | Tutto ciò che precede                       |
| ABT   | About                                                  | Circa                                       |
| ADS   | Address                                                | Indirizzo                                   |
| AGN   | Again                                                  | Di nuovo                                    |
| ANT   | Antenna                                                | Antenna                                     |
| BK    | Break                                                  | Interruzione istantanea                     |
| BND   | Bound                                                  | Diretto                                     |
| BTH   | Both                                                   | Entrambi                                    |
| BUG   | Semi-Automatic key                                     | Tasto semiautomatico                        |
| BURO  | Bureau                                                 | Associazione radioamatori                   |
| C     | Yes, Correct                                           | Sì, giusto                                  |
| CBA   | Callbook Address                                       | Indirizzo sul callbook                      |
| CFM   | Confirm                                                | Conferma                                    |
| CLG   | Calling                                                | Chiamante                                   |
| CQ    | Calling any station                                    | Chiamata generale a tutte le stazioni       |
| CS    | Call Sign                                              | Nominativo                                  |
| CU    | See You                                                | Arrivederci                                 |
| CUAGN | See You Again                                          | Arrivederci alla prossima                   |
| CUL   | See You later                                          | Arrivederci più tardi                       |
| CUZ   | Because                                                | Perché, a causa di                          |
| CW    | Continuous wave                                        | Radiotelegrafia                             |
| DE    | From                                                   | Da                                          |
| DR    | Dear                                                   | Caro                                        |
| DX    | Distance                                               | Distanza                                    |
| ES    | And                                                    | E (congiunzione)                            |
| ETA   | Estimated time of arrival                              | Ora previsto arrivo (OPA)                   |
| FB    | Fine Business                                          | Eccellente                                  |
| FER   | For                                                    | Per                                         |
| FM    | From                                                   | Da                                          |
| FREQ  | Frequency                                              | Frequenza                                   |
| GA    | Good afternoon                                         | Buon pomeriggio                             |
| GE    | Good evening                                           | Buonasera                                   |
| GM    | Good morning                                           | Buongiorno                                  |
| GND   | Ground                                                 | Terra, massa                                |
| GUD   | Good                                                   | Bene, buono                                 |
| HI HI | Laughter                                               | Risatina                                    |
| HR    | Here                                                   | Qui                                         |
| HV    | Have                                                   | Avere                                       |
| LID   | Poor operator                                          | Cattivo operatore                           |
| MILS  | Millamperes                                            | Milliampere                                 |
| NIL   | Nothing                                                | Nulla                                       |
| NR    | Number                                                 | Numero                                      |
| OB    | Old boy                                                | Vecchio mio                                 |
| OC    | Old chap                                               | Vecchio mio                                 |
| OM    | Old man                                                | Uomo di esperienza (radioamatore)           |
| OP    | Operator                                               | Operatore                                   |
| OT    | Old timer                                              | Veterano                                    |
| PSE   | Please                                                 | Per favore                                  |
| PWR   | Power                                                  | Potenza                                     |
| R     | Are (oppure) Decimal Point                             | Tu sei (oppure) punto decimale (con numeri) |
| RCVR  | Receiver                                               | Ricevitore                                  |
| RIG   | Transceiver                                            | Ricetrasmettitore                           |
| RPT   | Repeat                                                 | Ripeti                                      |
| RST   | Readability, strength & tone                           | Comprensibilità, intensità e nota           |
| RTTY  | Radioteletype                                          | Radiotelescrivente                          |
| RX    | Receiver                                               | Ricevitore                                  |
| SAE   | Self Addressed Envelope                                | Busta preindirizzata                        |
| SASE  | Self addressed, stamped envelope                       | Busta preindirizzata e affrancata           |
| SED   | Said                                                   | Detto                                       |
| SEEU  | See you                                                | A presto                                    |
| SEZ   | Says                                                   | Dice                                        |
| SIG   | Signal                                                 | Segnale                                     |
| SKED  | Schedule                                               | Appuntamento                                |
| SN    | Soon                                                   | Presto                                      |
| SOS   | (Segnale di "distress"; richiesta urgente di soccorso) | SOS                                         |
| SRI   | Sorry                                                  | Spiacente                                   |
| SU    | Same to you                                            | Altrettanto                                 |
| STN   | Station                                                | Stazione                                    |
| TEMP  | Temperature                                            | Temperatura                                 |
| TFC   | Traffic                                                | Traffico                                    |
| TMW   | Tomorrow                                               | Domani                                      |
| TNX   | Thanks                                                 | Grazie                                      |
| TR    | Transit message (QRA, FM, BND, ETA. Either QTO or QTP) | Messaggio di transito (...)                 |
| TU    | Thank you                                              | Grazie                                      |
| TX    | Transmitter                                            | Trasmettitore                               |
| U     | You                                                    | Tu                                          |
| UP... | Su...                                                  | Passo/passate su... (frequenza)             |
| UR    | Your                                                   | Tuo                                         |
| URRS  | Yours                                                  | Vostro                                      |
| VY    | Very                                                   | Molto                                       |
| WDS   | Words                                                  | Parole                                      |
| WKD   | Worked                                                 | Lavorato, collegato                         |
| WL    | Will                                                   | Volere (verbi al futuro)                    |
| WUD   | Would                                                  | Vorrei (oppure) vorreste                    |
| WX    | Weather                                                | Condizioni meteorologiche                   |
| XMTR  | meter radio emission                                   | Indicatore di emissione RF                  |
| YL    | Young lady                                             | Ragazza                                     |
| 51    | Wishes                                                 | Auguri                                      |
| 72    | Peace and friendship                                   | Pace e amicizia                             |
| 73    | Best Regards                                           | Cordiali saluti                             |
| 88    | Love and kisses                                        | Baci e abbracci                             |

### Schema di conversazione in codice Morse
Un inizio di conversazione radioamatoriale in codice Morse (chiamato in gergo CW) tra la stazione S1 e la stazione S2 è il seguente:
| S1:              |
| CQ CQ CQ DE S1 K |

```
CQ = Chiamata generale da (DE) S1, trasmettete (K).
```

| S2:        |
| S1 DE S2 K |

```
S1 da (DE) S2, trasmettete (K).
```

```
(Segue lo scambio di messaggi). Al termine si trasmette
```

| S1 DE S2 |
| VA       |

```
Ciao.
```

| S2 DE S1 |
| VA       |

```
Ciao.
```

Il gruppo VA ("ciao" o "fine") è trasmesso come una singola lettera "···—·—" e può così essere trascritta sia con SK sia con VA.
Applicando al precedente schema le abbreviazioni elencate, è possibile formare un completo scambio di informazioni in forma breve e indipendente dalla lingua dei due corrispondenti.
La chiamata, o CQ si effettua in questo modo:
CQ CQ CQ DE IZ0FYL IZ0FYL AR
La risposta a una chiamata si articola in:
IZ0FYL DE IK0YGJ AR
A questo punto, una volta che i due corrispondenti si sono ascoltati, la prima stazione richiama:
IK0YGJ DE IZ0FYL GM OM TNX FER CALL BT UR RST IS 599 QSB BT MY QTH IS ROMA ES MY NAME IS LUCA BT HW ? IK0YGJ DE IZ0FYL K
In CW si osservano solitamente le regole seguenti: si va sempre a una velocità che non fa commettere errori, si saluta, si ringrazia e si risponde sempre alle domande, si abbassa sempre la velocità al più lento dei due corrispondenti. È buona norma ripetere due volte nome e QTH, mentre IS ed ES possono essere anche rimossi.
Una volta ricevuta risposta, la stazione chiamante inizia dicendo "buongiorno/buonasera" e ringrazia il corrispondente per la chiamata. A questo punto il chiamante passa il controllo del segnale usando la scala RST (R - Radio da 1 a 5, S - Segnale da 1 a 9, T - Qualità del tono da 1 a 9). Se c'è QRM, QRN o QSB viene detto subito dopo l'RST.
Il corrispondente a cui è stato chiesto HW deve fornire a sua volta l'RST:
IZ0FYL DE IK0YGJ BT GM DR OM CARLO TNX FER RPRT BT UR RST IS 599 BT QTH ROMA OP CARLO BT MY RIG IS FT 817 PWR 5W ES ANT IS VERTICAL BT HR WX IS SUNNY TEMP 10C IZ0FYL DE IK0YGJ K
supponendo che il corrispondente non abbia capito una cosa, per fare una domanda (sempre PSE) può abbreviare usando il prosign BK, di norma impiegato per interrompere il QSO proprio o degli altri.
BK DE IZ0FYL PSE UR PWR IS 5W ? BK
BK DE IK0YGJ R MY PWR IS 5W BK
se non si è capita la risposta, si può chiedere la ripetizione dell'ultimo messaggio:
BK DE IZ0FYL ?? SRI QRM PSE AGN BK
a richiesta di ripetizione occorre ripetere più lentamente per due-tre volte l'informazione principale:
BK DE IK0YGJ R MY PWR IS 5W PWR IS 5W PWR IS 5W BK
dopo la risposta, si dà conferma di aver capito e si prosegue il QSO, ringraziando e ricambiando le informazioni:
BK DE IZ0FYL R R TNX FER INFO VY FB UR PWR ES 5W QRP BT MY RIG IS FT 817 PWR 5W ES ANT IS DIPOLE BT HR WX IS CLOUDY TEMP 12C IK0YGJ DE IZ0FYL K
A questo punto il QSO può chiudersi con i saluti:
IZ0FYL DE IK0YGJ DR LUCA TNX FER INFO ES FER QSO MY QSL VIA BURO BT IK0YGJ DE IZ0FYL 73 ES HPE CUAGN SK TU
di norma dopo il TU si finisce con i "two bits" cioè due punti finali (dit - dit), quindi il corrispondente ricambia i saluti.
BK DE IZ0FYL TNX FER VY FB QSO DR OM CARLO MY 73 GL ES GD DX IK0YGJ DE IZ0FYL 73 SK TU